# Kemi-Heikin krunni
Kemi-Heikin krunni är en ö i Finland. Den ligger i Bottenviken och i kommunen Torneå i den ekonomiska regionen  Kemi-Torneå i landskapet Lappland, i den norra delen av landet. Ön ligger omkring 100 kilometer sydväst om Rovaniemi och omkring 620 kilometer norr om Helsingfors.
Öns area är 1,5 hektar och dess största längd är 230 meter i nord-sydlig riktning.